# Crickhowell
Crickhowell (walisisch: Crughywel oder Crucywel) ist eine Stadt in der walisischen Powys mit dem Status einer Community, die beim Zensus 2011 2063 Einwohner hatte.

## Geographie

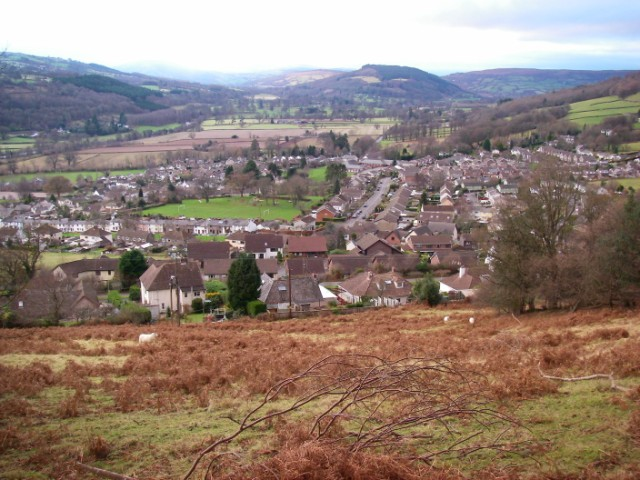
Blick auf Crickhowell vom Coed Cefn (aus Nordosten)

Crickhowell liegt im Süden von Powys und damit in der südlichen Mitte von Wales. Geographisch gesehen liegt es zwischen Ausläufern der Black Mountains, den Brecon Beacons im Westen und den South Wales Valleys im Süden im Tal des River Usk. Nichtsdestotrotz liegt Crickhowell immer noch auf gut 200 Metern über Meereshöhe. Die Stadt liegt dabei am Nordufer des Usk, auf der anderen Flussseite liegt Llangattock. Die Community, die neben der Stadt weitgehend unbewohntes Umlandwestlich und nordwestlich der Stadt umfasst, dehnt sich im Westen bis zum Rand des Glanusk Park und im Norden bis auf den 707 Meter hohen Pen Cerrig Calch, einem der besagten Ausläufer der Black Mountains, aus. Der markante Table Mountain oder Crug Hywel liegt dagegen knapp außerhalb der Community, wenngleich er eng mit der Stadt assoziiert ist. Von den Hängen der Ausläufer durchfließen mehrere kleine Bäche, allen voran der Cumbeth Brook, die Community von Nord nach Süd, um im River Usk zu münden. Crickhowell samt Umland ist ferner Teil des Brecon-Beacons-Nationalparks. Die Gegend bildet dabei eine eigene Conservation Area.
Verwaltungsgeographisch gesehen ist die Community Teil von Powys. Die Community grenzt dabei an Llangattock im Süden, an The Vale of Grwyney im Osten und an Llanfihangel Cwmdu with Bwlch and Cathedine im Westen. Wahlkreisgeographisch gesehen liegt Crickhowell im britischen Wahlkreis Brecon and Radnorshire bzw. in dessen walisischem Pendant.

## Geschichte

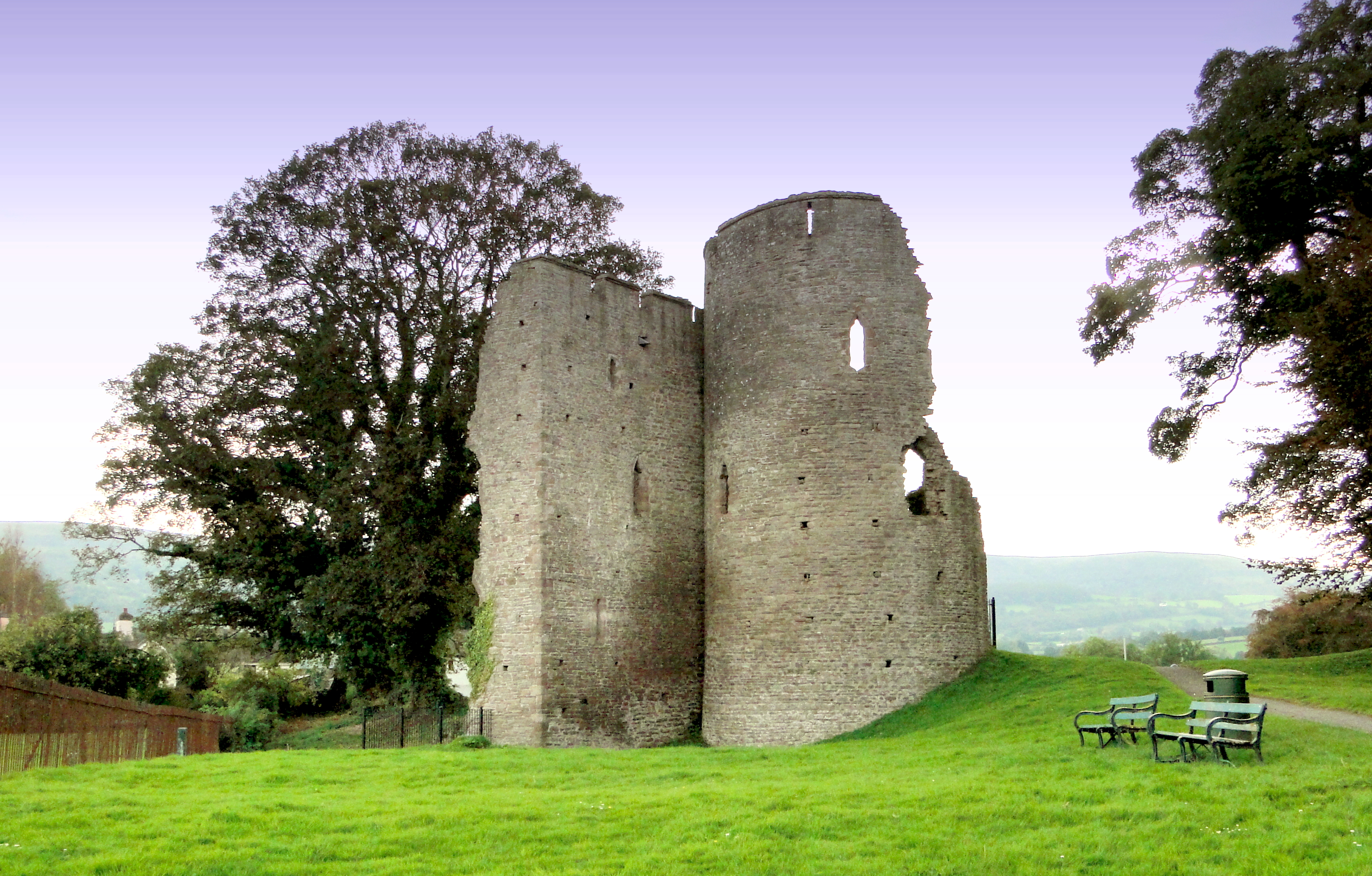
Crickhowell Castle

Die Gegend um die Stadt war bereits in der Eisenzeit besiedelt, wovon eine eisenzeitliche Festung im Umland der Stadt auf dem Table Mountain zeugt. Diese Festung wurde von den Walisern Crug Hywel (auf Englisch etwa Howard’s Rock) genannt, wovon die Stadt seinen walisischen Namen hatte, der erstmals für das Jahr 1263 belegt ist. Der englische Name ist dabei die anglisierte Version der walisischen Bezeichnung. Im 13. Jahrhundert entstand am Standort der heutigen Stadt die Crickhowell Castle, die von den Normannen erbaut wurde. In den folgenden Jahrhunderten entstanden weitere Bauwerke im direkten Umfeld der Burg, darunter die St Edmund’s Church im 14. Jahrhundert, zwei Gasthäuser im 15. Jahrhundert und ein Anwesen im 16. Jahrhundert.
Die Stadt selbst stammt dennoch größtenteils ursprünglich aus der Georgianischen Ära, also aus dem 18. Jahrhundert. Damals lag an der bereits verfallenen Crickhowell Castle die Kreuzung bedeutender Handelswege, die dort an einer seichten Stelle den River Usk überquerten. Im 17. Jahrhundert entstand zunächst die Crickhowell Bridge, ehe sich nördlich davon nach und nach die Stadt herausbildete. Die Innenstadt ist bis beute größtenteils erhalten geblieben. Bereits Ende des 19. Jahrhunderts hatte die Stadt mit knapp über 1300 Einwohnern eine Bank und den Status einer Marktstadt. Heutzutage lebt die Stadt aber vor allem vom Tourismus.
Eine Vereinigung von Einzelhändlern aus Crickhowell bekam 2015 ein gewisses Maß an weltweiter Aufmerksamkeit, als sie aus Protest gegen die Steuervermeidung großer Konzerne öffentlichkeitswirksam selbst Steuertricks anwandte, um „Gerechtigkeit“ zu erzeugen. Darüber hinaus setzen sich Crickhowells Einzelhändler auch geeint gegen Niederlassungen größerer Konzerne oder Supermarktketten in der Innenstadt ein, um ihr wirtschaftliches Leben abzusichern. Von daher gibt es noch heute in Crickhowell zahlreiche alt eingesessene Einzelhandelsgeschäfte. Aus diesem Grund und wegen des sehr guten Erhaltungszustandes des historischen Ensembles wurde Crickhowells Hauptstraße 2018 zur „besten Hauptstraße des Vereinigten Königreichs“ ernannt.
Einwohnerzahlen
| Jahr      | 1801 | 1811 | 1821 | 1831 | 1841 | 1851 | 1861 | 1871 | 1881 | 1891 | 1901 | 1911 | 1921 | 1931 | 1941 | 1951 | 1961 | 1971 | 1981 | 1991 | 2001 | 2011 |
| --------- | ---- | ---- | ---- | ---- | ---- | ---- | ---- | ---- | ---- | ---- | ---- | ---- | ---- | ---- | ---- | ---- | ---- | ---- | ---- | ---- | ---- | ---- |
| Einwohner | 566  | 611  | 1008 | 1061 | 1257 | 1403 | ?    | 1464 | 1333 | 1246 | 1150 | 1232 | 1307 | 1076 | ?    | 1367 | 1367 | ?    | ?    | ?    | ?    | 2063 |

## Verkehr
Crickhowell ist mit der A40 road, die Crickhowell direkt durchquert, ans überregionale Straßennetz angebunden. Daneben ist regional noch die A4077 road bedeutend, eine Verbindungsstraße von Crickhowell zur A465 road nach Gilwern. Darüber hinaus ist Crickhowell sehr gut im überregionalen Busnetz eingebunden. So gibt es unter anderen Verbindungen nach Brecon, Builth Wells und Abergavenny.

## Infrastruktur
Inmitten des Ortes liegt die Ruine von Crickhowell Castle. Die ursprünglich zu Beginn des 12. Jahrhunderts errichtete Burg ist seit dem 16. Jahrhundert Ruine. Die Reste der Burg sind als Park bzw. Spielplatz frei zugänglich. Daneben gibt es in Crickhowell drei Kirchen, eine Primary School und eine High School, sowie diverse Ladengeschäfte und ähnliches. Auch die Royal Mail hat in Crickhowell eine eigene Niederlassung. Daneben hat Crickhowell ein eigenes District Archive.

## Bauwerke

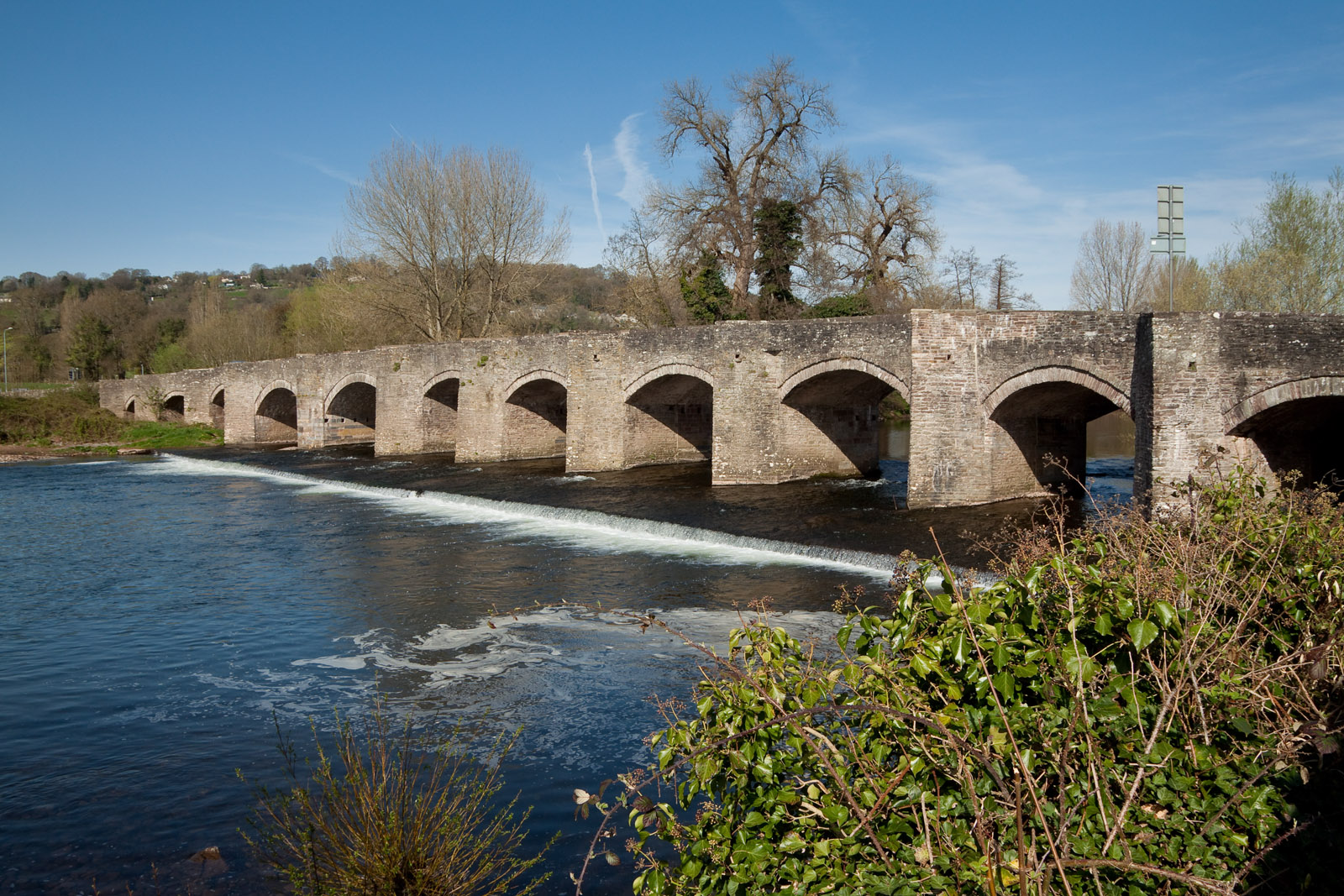
Die Crickhowell Bridge über den River Usk

Insgesamt 126 Gebäude auf dem Gebiet der Community Crickhowell wurden auf die Statutory List of Buildings of Special Architectural or Historic Interest gesetzt, größtenteils als Grade II buildings, einige auch als Grade II* buildings. Darunter fallen unter anderem zahlreiche Wohnhäuser im Stadtzentrum, zwei der drei Kirchen und das Anwesen The Manor außerhalb der Stadt. The Manor ist über Crickhowell hinaus als erstes Zuhause von George Everest, Namenspatron des Mount Everest, bekannt. Drei Gebäude wurden auch als Grade I buildings ausgezeichnet, also mit dem höchstmöglichsten Grad: die Crickhowell Bridge über den River Usk, die Ruinen der Crickhowell Castle sowie das Torhaus des Anwesens Porth-Mawr im Stadtzentrum.

## Persönlichkeiten
- George Everest (1790–1866), Geograf
- Walter Henry Cowan (1871–1956), britischer Admiral
- Dewi Morris (* 1964), Rugbyspieler und Journalist